# Gewichtweitwurf

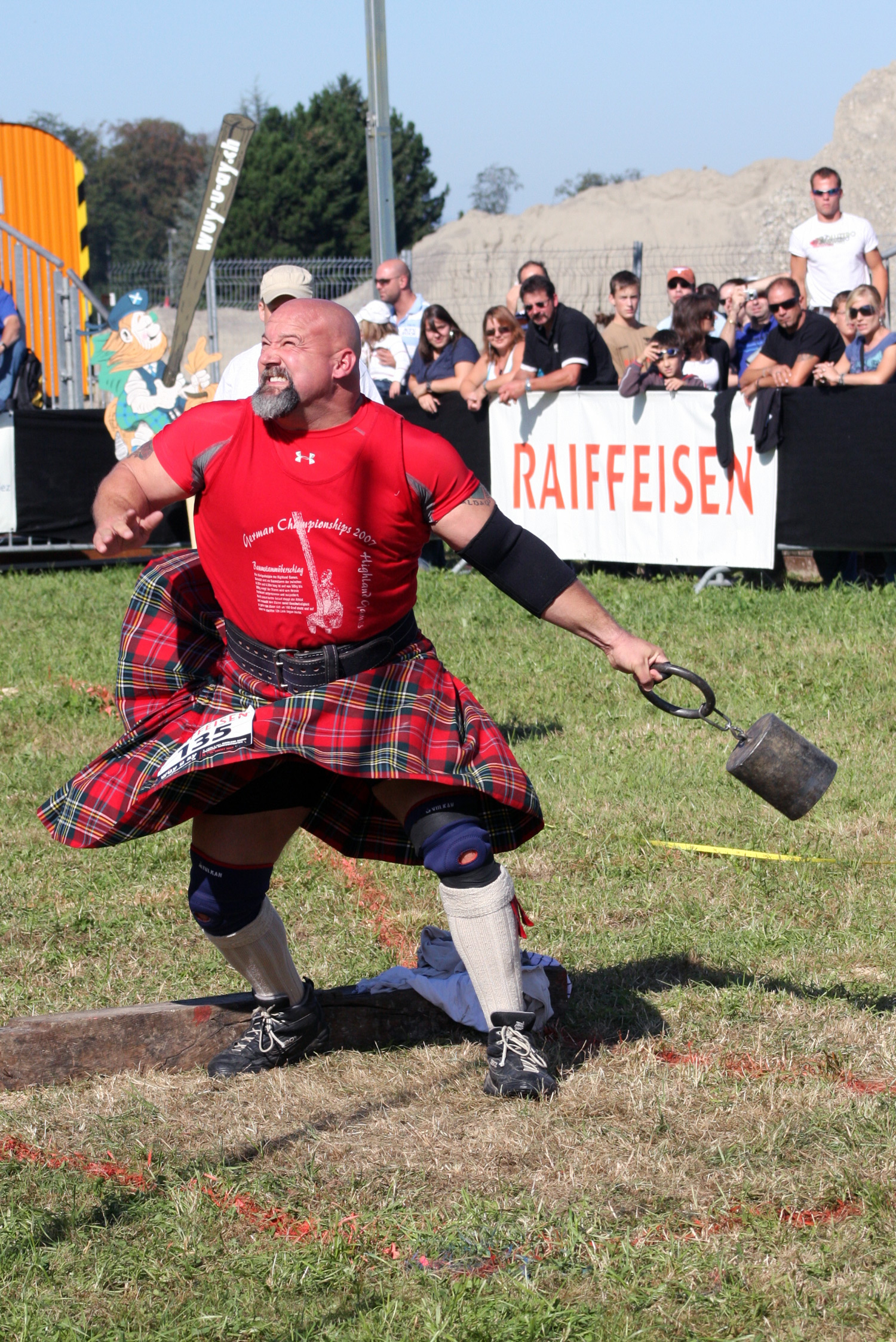
Highland Games Schweizer Meisterschaften 2009 – Anthony Lordi

Der Gewichtweitwurf (englisch: weight throw for distance), oft auch kurz Gewichtwurf oder Gewichtwerfen genannt, bezeichnet zwei ähnliche Wurfwettbewerbe: zum einen eine traditionelle schottische Sportart, die fester Bestandteil der Heavy Events anlässlich der Highland Games ist. Zum anderen eine Variante des Hammerwurfs mit kürzerer Kette und höherem Gewicht. Ziel beider Disziplinen ist es, das Gewicht aus einer festgelegten Abwurfzone so weit wie möglich zu schleudern. Der Gewichtweitwurf erfordert in beiden Varianten viel Körperkraft in Beinen, Rumpf und Armen für eine stabile Ausführung der Technik und einen explosiven Abwurf. Er gilt als technisch sehr anspruchsvoll, da er eine hohe Koordinationsfähigkeit vieler Muskelgruppen erfordert.

## Schottischer Gewichtweitwurf
Männer werfen an den Heavy Events der Highland Games mit einem Gewicht von 25,4 kg (56 Pfund (lb)) und 12,7 kg (28 Pfund) und die Frauen mit einem Gewicht von 12,7 kg (28 Pfund) und 6,35 kg (14 Pfund). Zum Teil kommen auch andere Gewichte zum Einsatz, insbesondere 42 Pfund.
Das sphärische oder rechteckige Wurfgerät besteht aus Metall. Daran ist an einer Kette ein Handgriff (dreieckig, rund oder in «D»-Form) befestigt. Die Höhe des Wurfgerätes, inkl. Handgriff und Kette, darf nicht mehr als 45,72 cm (18 inches) betragen.
Das Besondere ist, dass das Gewicht mit einer Hand aus einer rechteckigen Abwurfzone geworfen wird. Der Athlet darf den Begrenzungsbalken der Abwurfzone nicht übertreten. Normalerweise wird das Gewicht mit einer Drehwurftechnik so weit wie möglich geschleudert. In manchen Wettbewerben darf hingegen nur aus dem Stand geworfen. Jeder Athlet hat in der Regel drei Versuche, von denen der weiteste für die Wertung zählt.
In den Jahren 1904 und 1920 war der Gewichtwurf (25,4 kg) eine Disziplin der Olympischen Sommerspiele.

### Rekorde
| Jahr | Gewicht | Weite    | Ort                  | Name            | Nationalität |
| ---- | ------- | -------- | -------------------- | --------------- | ------------ |
| 1995 | 12,7 kg | 23,495 m | Kilmarnock, Scotland | Francis Brebner | Schottland   |
| 2002 | 25,4 kg | 12,13 m  | Pleasanton, Ca USA   | Ryan Vierra     | USA          |

| Jahr | Gewicht | Weite   | Ort                | Name         | Nationalität |
| ---- | ------- | ------- | ------------------ | ------------ | ------------ |
| 1999 | 12,7 kg | 24,04 m | Estes Park, Co USA | Matt Sanford | Australien   |
| 2008 | 25,4 kg | 12,47 m | Portland, Or USA   | Eric Frasure | USA          |

| Jahr | Gewicht | Weite   | Ort                   | Name            | Nationalität |
| ---- | ------- | ------- | --------------------- | --------------- | ------------ |
| 2012 | 25,4 kg | 10,54 m | St. Ursen FR, Schweiz | Daniel Stämpfli | Schweiz      |

## Gewichtwurf in der Schwer- und Leichtathletik
Der Gewichtwurf als eine Disziplin des Rasenkraftsportes wird zur Schwerathletik gezählt, ist aber gelegentlich auch Bestandteil von Leichtathletikwettbewerben. Bei dieser Disziplin wird ein Gewicht, das aus einer schweren Kugel mit einem triangelförmigen Griff besteht, aus einem Kreis heraus geschleudert. Die Wurftechnik entspricht im Wesentlichen der des Hammerwurfes und das kreisförmige Wurffeld hat einen Durchmesser von 2,135 Meter.
Gewichtwurf ist weder Teil der olympischen Sportarten noch der offiziellen Wettbewerbe des Leichtathletikweltverbands World Athletics. Die Gewichte sind nicht weltweit standardisiert. Sie sind oft etwa doppelt so schwer wie das entsprechende Hammergewicht. In Amerika werden bei Elite-Veranstaltungen Gewichte mit 35 Pfund (lb, ca. 15,88 kg) für Männer und 20 lb (ca. 9,08 kg) für Frauen gewählt.

### Gewichtwurf im Werferfünfkampf
Im Seniorensport (Einteilung der Athleten in Altersklassen jenseits von 35 Jahren) der Leichtathletik wird regelmäßig ein Werferfünfkampf (Wurf-5-Kampf, der aus Gewichtwurf, Speerwurf, Diskuswurf, Kugelstoßen und Hammer besteht) angeboten, sowohl als fokussierter Wettkampf als auch im Rahmen größerer Meisterschaften (einschließlich der Weltmeisterschaften) zusammen mit den üblichen Einzeldisziplinen der Leichtathletik. Höhere Altersklassen werfen mit leichteren Gewichten, wodurch Werfer die Disziplin bis ins hohe Alter bestreiten können. Zur Ermittlung der Rangliste der Wettkämpfer werden die Einzelleistungen über Faktoren und Formeln in Punkte umgerechnet und aufsummiert, analog zu anderen Mehrkampfveranstaltungen der Leichtathletik.

### Gewichtwurf in den USA
Der Gewichtwurf ist bei amerikanischen Hammerwerfern deswegen beliebt, weil er im Winter in der Halle ausgetragen werden kann. Die Disziplin hat eine lange Geschichte in der amerikanischen Leichtathletik. Als nationale Meisterschaft im Freien wurde er von 1878 bis 1965 ausgetragen. Trotz des Rückgangs dieser Freiluftwettkämpfe in den USA ist die Veranstaltung eine Säule der US-Hallenmeisterschaften: der 35-lb-Wettkampf der Männer wird von 1932 bis heute ausgetragen und bei den Frauen gibt es den 20-lb-Gewichtwurf seit 1991.  Der Gewichtwurf steht auch auf dem Veranstaltungsprogramm der NCAA-Hochschulmeisterschaften in der Halle.